# Möngöl Hörde
Möngöl Hörde (auch Mongol Horde) ist eine englische Hardcore-Punk-Band, die 2012 gegründet wurde. Zur Band gehören Frank Turner (Gesang), Ben Dawson (Schlagzeug) und Matt Nasir (Gitarre). Frank Turner und Ben Dawson spielten bereits in der Punkband Million Dead zusammen. Frank Turner ist heute am bekanntesten für sein Solo-Projekt als Folk-Punk-Sänger, wo auch Matt Nasir in der zugehörigen Hintergrundband The Sleeping Souls spielt.
Das erste Album mit dem Bandnamen als Titel erschien am 26. Mai 2014.

## Diskografie
- 2014: Möngöl Hörde (Album, Xtra Mile Recordings)